# Az alkohol hatása az emberi szervezetre

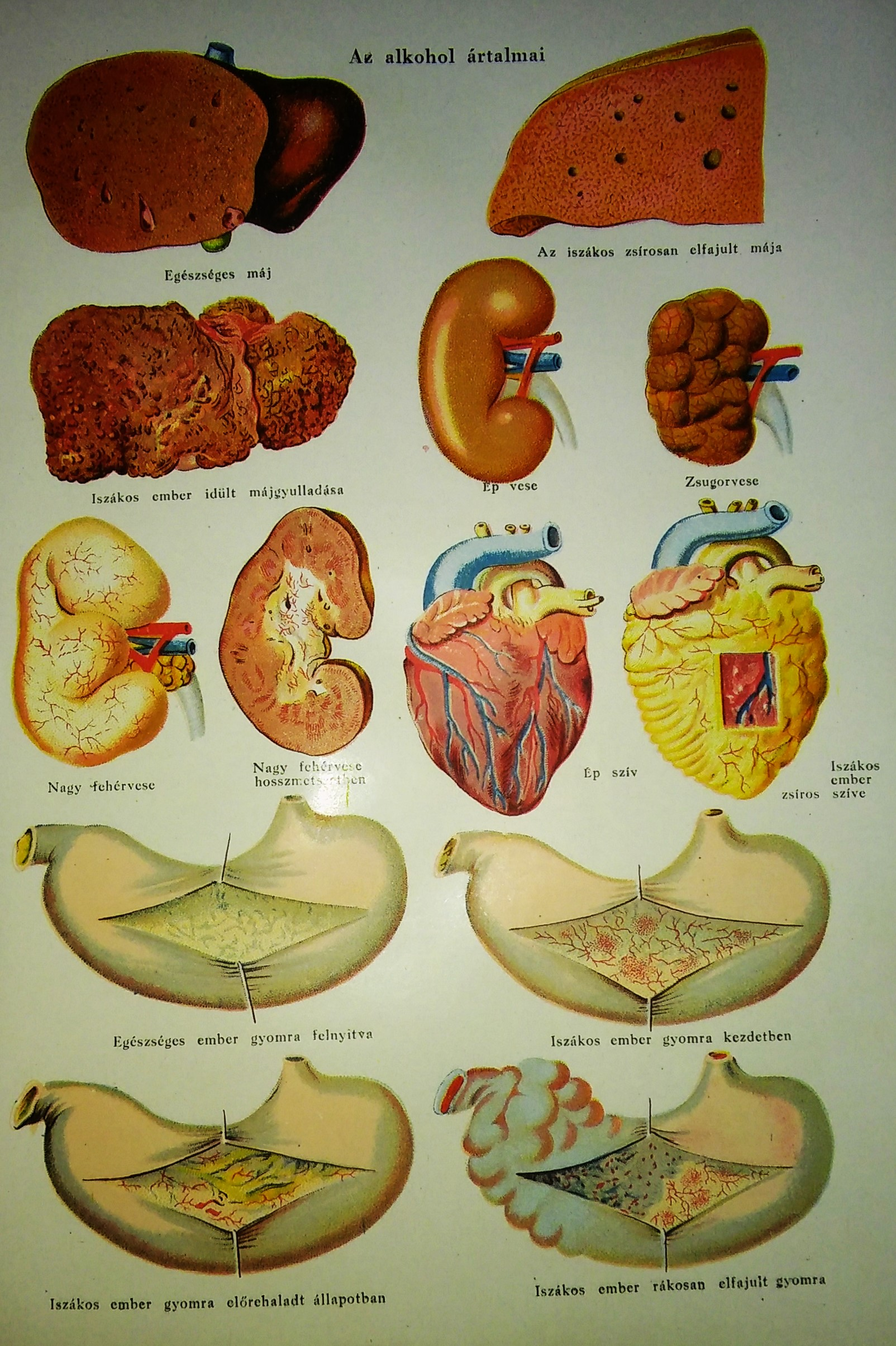
Az alkohol káros hatásait bemutató ábra A család egészsége című műből (Budapest, 1930-as évek)

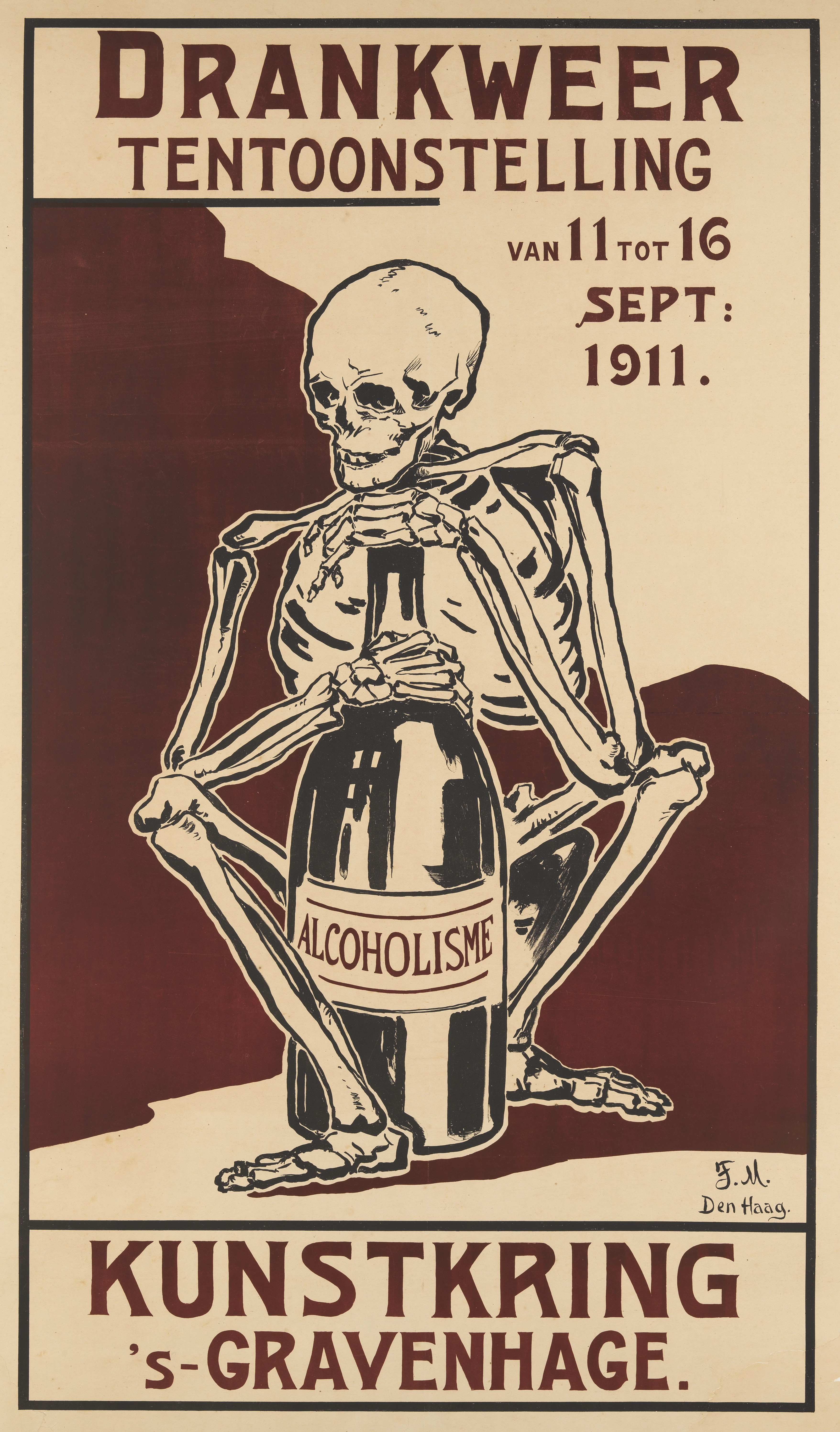
Alkoholellenes plakát (1911)

A köznyelvben alkoholnak vagy szesznek nevezett etil-alkohol (vagy etanol) igen sokféle reakciót válthat ki az emberi testben.
Az alkohol a pszichoaktív drogok közé tartozik (depresszáns), emellett általános sejtméreg. Nincs olyan szerv, amelyre ne hatna károsan, és nincs olyan betegség, amelynek kialakulásának kockázatát ne növelné. Az alkoholos italok fogyasztása drasztikusan növeli a szív- és érrendszeri betegségek, a szájüregi rák, a gégerák, a nyelőcsőrák, a gyomorrák, a májrák, a vastagbélrák és az emlőrák kialakulásának kockázatát, fogyasztásának következményeként az agy öregedik és csökken a térfogata, a szürke- és fehérállománynak pedig csökken a tömege.
„Nincs olyan alkoholmennyiség, amely biztonsággal fogyasztható lenne” – fogalmaz egy tanulmány. Több tanulmány, így a Scientific Reports online tudományos folyóirat 2015-ös, a Scientific Research Society 2017-es, és a David Nutt, a bristoli egyetem pszichofarmakológiai tanszékének vezetője által vezetett 2010-es kutatás közlése a legveszélyesebb kábítószernek minősítette az alkoholt. Manfred Singer professzor, német alkoholkutató az Apotheken Umschau című szaklapnak nyilatkozva már 2009-ben kiegészítette ezt azzal az állításával, hogy „valamilyen módszertani hiba áll az elmúlt években megjelent csaknem minden olyan tanulmány hátterében, amely az egészségre hasznosnak minősíti a mérsékelt szeszesital-fogyasztást.”
Az elmúlt évek kutatásai egyértelműen kimutatták, hogy az alkohol az egyik legveszélyesebb drog, amely az emberi szervezet minden sejtjét képes roncsolni. Ezért az alkoholos italok rendkívül egészségtelen narkotikus drognak minősülnek. Ezt a véleményt megerősíti a Állami Egészségügyi Ellátó Központ, amely szerint „az alkohol legális drog, mely lassú öngyilkossághoz vezet”.
A mi agyunk az a nemzetnek a vagyona. A fő-fő reménysége [...] ami az emberek koponyájában van. Addig hasznos, addig emberi az élet, amíg az agy teljes teljesítőképességű. És ezt veszélyezteti az alkohol, az egy idegméreg.

## Az alkohol kémiája
Az etil-alkohol (a továbbiakban alkohol) az alkoholok csoportjába tartozik, amely vegyületcsalád alatt kémiailag a nem fenolos hidroxilcsoporttal rendelkező szerves vegyületeket értik.

## Az alkohol útja a szervezetben
Az alkohol az egészen minimális mennyiségtől eltekintve egy azonnali mérgezési tüneteket és hosszú távon visszafordíthatatlan egészségkárosodást okozó méreg. Jelenleg a legelterjedtebb, szinte korlátozások nélkül forgalmazott veszélyes, gyakorta halálos kimenetelű károkat okozó drog. Az alkoholt leggyakrabban szájon keresztül fogyasztják alkoholos italok formájában, így a szájüregből a nyelőcsövön keresztül a gyomorba kerül. Az etanol átalakulás nélkül halad át a tápcsatornán, és változatlan formában szívódik át a véráramba. A felszívódás már a gyomorban megkezdődik, de a bevitt alkohol nagy része a vékonybél falain keresztül kerül át a vérbe. A tápcsatorna ezen szakaszaiból vérbe kerülő anyagok a vérárammal a májba szállítódnak, amely szervnek fontos szerepe van a homeosztázis, így a vér különböző összetevőinek mennyiségének szabályozásában. Így történik ez az alkohollal is, amely egy részét a máj elkezdi eloxidálni. Ha egyszerre nagyobb mennyiségű alkohol kerül a szervezetbe, a máj nem képes hirtelen az összeset lebontani, ezért bizonyos százalékban a vérben marad. Elsősorban ez fogja okozni az alkoholfogyasztás rövid távú tüneteit (avagy a „részegség” néven ismert súlyos mérgezési tüneteket), ugyanis a keringés által eljut a szervezet minden részébe, így az agyba is, ahol ezek a rövid távú hatások könnyen megnyilvánulhatnak.
Ritkább esetben előfordulhat az, hogy az alkohol nem a szájüregen keresztül jut be szervezetbe, például ha alkoholgőzt inhalálnak. Ez a tüdő nagy felületének köszönhetően gyorsan fel tud szívódni, és mivel a tüdőből távozó kisvérköri vénák nem a májba vezetnek, a hatás sokkal erőteljesebben és hamarabb fog jelentkezni, valamint a méregtelenítés is csak lassabban tud lezajlani. Még ritkább eset, de elméletileg lehetséges, hogy a bőrön keresztül kerüljön az alkohol a szervezetbe, ez azonban csak nagyon kis mennyiségben és lassan tud lejátszódni, így érezhető hatása nincs, mert a méregtelenítés gyorsabb. Speciális eset, amikor az alkohol közvetlenül kerül a véráramba (például valamilyen testfelületen elhelyezkedő sérülésen keresztül, vagy súlyos alkoholisták esetében injekciós tűvel beadva).
A bevitt alkohol túlnyomó része eloxidálódik a májban, a maradék mindössze 5-10% elbomlás nélkül ürül ki a szervezetből, vizelet formájában vagy a tüdőn keresztül (ezért érezhető az ittas állapotban levő személy leheletén az alkohol szaga). Az alkohol oxidációja egy bonyolult láncreakció, amelynek végterméke szén-dioxid és víz. Legfőbb állomásai: az etil-alkoholból először acetaldehid képződik, majd ezt a szervezet tovább oxidálja ecetsavat hozva létre. Ennek bontása során már eljutunk a végtermékekhez. Az oxidációs folyamatok különböző enzimek (ADH, ALDH) segítségével és a NAD jelenlétében játszódnak le. A folyamat egyes köztes termékei a szervezetre nézve gyakrabban károsabbak, mint maga a kiindulási anyag (pl. acetaldehid), és gyakran előfordul, hogy a bomlás során szabad gyökök is képződnek. Az így létre jövő köztes termékek kiléphetnek a folyamatból, és a véráramba kerülhetnek, ahonnan általában kiválasztódnak, és vizelet formájában távozik a szervezetből. A bomlástermékek bizonyos biokémiai folyamatok szereplőivé is válhatnak, így a lebontott alkoholból származó energiát a szervezet képes ATP képzésére fordítani.
Az alkohol lebontása csak igen lassan történik, ezért áll elő nagyobb mennyiség fogyasztása esetén a bódult állapot. A máj átlagosan óránként 0,1 gramm alkohol lebontására képes testsúlykilogrammonként, amely körülbelül megfelel a 0,1 ezrelékes véralkoholszintnek. Ez gyakorlatba átültetve azt jelenti, hogy fél liter sör elfogyasztása esetén egy kb. 60 kilogrammos személy mája kb. 3-3,5 órán keresztül végzi a méregtelenítést, így egy adott mennyiség túllépése esetén megerőltethető lehet a máj számára a folyamat, főleg akkor, ha az alkoholfogyasztás gyakran túllépi ezt a határt.

## Az alkohol mennyisége a szervezetben, illetve jelenlétének kimutatása
Az alkohol rövid távú hatása a szervezetben arányos a véráramban levő alkohol mennyiségével. Ennek a mennyiségnek a kimutatására szolgál a véralkoholszint vizsgálata, amely azt mutatja meg, hogy egységnyi vértérfogatban milyen mennyiségben található meg az alkohol. Ezt ezrelékpontban szokás megadni. Egy ezrelékpont azt jelenti, hogy 1 liter vérben 1 cm³ tiszta alkohol található. A különböző mennyiségek által előidézett hatások között nem húzhatók éles határok, főleg, hogy a szervezet működésétől is függ, hogy pontosan hogyan reagál, de általánosan a következő kategóriákat szokás megkülönböztetni:
- Normál tudatállapot: kb. 0,5 ezrelékes véralkoholszint alatt az alkoholmérgezésnek még látható jele nincs.
- Enyhe ittasság: kb. 0,3–1,2 ezrelékes véralkoholszint között fellépő állapot, amely során felszabadultság-érzés, beszédessé válás, apróbb mozdulatok elbizonytalanodása következik be. A mozdulatok ügyetlenné válnak.
- Ittasság: kb. 0,9–2,5 ezrelékes véralkoholszint között alakul ki, a hangulat ingadozó. A delikvens adott esetben olyan dolgokat cselekszik, amit józan állapotban nem követne el. Megfigyelhető a reflexek erőteljes lassulása, és romlik az érzékelés, valamint a felfogás. Észrevehetően bizonytalanná válik a járás, az egyensúlyérzet, a felfogóképesség, jelentősen romlik az ítélőképesség és az emlékezet is kihagyhat.
- Zavarodottság: kb. 1,8–3,0 ezrelékes véralkoholszint közötti állapot, melynek során a mozgáskoordináció már elég bizonytalan, és a térbeli tájékozódás képessége is romlik. A tudatos összemosódik a tudatalattival, cselekvésének szándékai nem egyértelműek. Az összpontosítási képesség elvesztése, az egyszerűbb mozdulatoknak is a bizonytalanná válása, a térbeli tájékozódóképesség elvesztése jelentkezik. Rosszullét jelentkezik: szédülés fejfájás, hányinger és hányás. Levertség, rossz artikuláció szintén jellemző, valamint a különböző külső ingerekre (főként fájdalomra) történő intenzívebb reakció.
- Aluszékonyság: kb. 2,5–4,0 ezrelékes véralkoholszint között fellépő állapot. Fizikai és szellemi lomhaság, koordinálatlan mozgás jellemző, a reakcióidő nagyon elhúzódhat bármiféle külső ingert illetően. Fokozott fejfájás, szédülés, rosszullét, hányás, vizelettartási nehézségek jelentkeznek. A reakcióidő rendkívül elhúzódik, a személy képes akár a leglehetetlenebb helyeken és testhelyzetekben is elaludni.
- Kómás/Életveszélyes állapot: kb. 3,5–5,0 ezrelékes véralkoholszint esetén teljes eszméletvesztés következik be, a testhőmérséklet kórósan alacsonyra süllyed. A légzés és a keringés koordinálatlanná válik, de a légzés le is állhat, ami fulladásos halálhoz vezet.
- Halál: a durván 5 ezrelék feletti véralkoholszint az alkoholmérgezés szélsőségesen magas szintjének minősül: az életfunkciókat nem lehet fenntartani, ezt az állapotot túlélni gyakorlatilag lehetetlen.

Az alkohol jelenléte a vérben viszonylag könnyen kimutatható, ha a vérben ott van, akkor körülbelül azonos arányban megjelenik a vizeletben is. Laboratóriumi eszközök segítségével egy adott vérminta alkoholtartalmát igen pontosan meg lehet határozni, a legegyszerűbb módszer azonban a vizsgált személy által kilélegzett levegő alkoholtartalmának mérése. A hagyományos szondák egy egyszerű kémiai reakción alapulnak, melynek során az etanol koncentrációjától függően különböző intenzitású színreakció figyelhető meg. Minél erőteljesebb a színváltozás, annál magasabb a véralkoholszint. A rendőrség által használt digitális szondák az infravörös spektroszkópiát veszik alapul. A kilehelt levegő alkoholtartalma nagyjából megegyezik a véralkoholszinttel, így ezen módszer segítségével is viszonylag pontosan lehet mérni.

## Véralkoholszint
A véralkoholszint ezrelékben van kifejezve, amely az 1000 milliliter vérben az etil-alkohol ezrelékét fejezi ki. Tehát 1 ezrelék véralkoholszint azt jelenti, hogy 1000 ml vérben 1 ml alkohol van. Mivel 1 köbcenti etil-alkohol tömege 0,8 gramm, ezért 1 ezrelék véralkoholszint esetén 0,8 g alkohol található minden egyes liter vérben.
Mivel egy deciliter 4 V/V% sörben 4 ml etil-alkohol van, akkor az (4x0,8), azaz 3,2 gramm tömegű etil-alkoholt jelent. Egy fél literes korsó sörben ennek az ötszöröse, azaz (5x3,2) 16 gramm alkohol van. Egy átlagos felnőtt szervezete 10 gramm/óra alkohol lebontási képességgel rendelkezik. Ez azt jelenti, hogy egy átlagos felnőttnek 1,6 óra, azaz 96 perc kell 1 korsó 4 V/V% sör alkoholtartalmának a lebontásához. Egy 50 V/V%-os feles pálinkában 20 gramm, egy 2 dl-es pohár 10 V/V% borban 16 gramm alkohol található. Ez alapján egy 50 V/V% pálinka alkoholtartalmának lebontásához 2 óra, egy 2 dl-es pohár 10 V/V%-os bor alkoholtartalmának lebontásához 1,6 óra kell egy átlagos személy esetében.
Az alkohol lebontási képesség egyénenként változó, ezért nem lehet az általános adatok alapján pontosan kiszámolni, hogy az adott személy szervezete pontosan mikorra bontja le a szervezetbe került alkoholmennyiséget.

## Rövid távú hatások
Ha megfelelően kis mennyiségben fogyasztják (legfeljebb egy egységnyi alkohol naponta, amely például kb 2,5 deciliter sörben vagy kb 1 deciliter borban található) csak akkor tapasztalhatóak az alkohol egészségre gyakorolt pozitív hatásai. Az ezt meghaladó alkoholfogyasztás már károsítja az egészséget. Kimutatható, hogy az alkohol minimális jelenléte képes megemelni a vérben tartózkodó HDL-koleszterin (az ún. "jó" koleszterin) szintjét, amely jótékony hatású az erekre nézve, tisztítja azok falait és ezáltal csökkenti az érelmeszesedés és a trombózis kialakulásának kockázatát is. Mindezen túl fokozza a vérkeringést, valamint segíti a gyomorban a lipidek megemésztődését azáltal, hogy emulgeálja azokat. A vörösbor magasabb vastartalma a vérképzésre is jótékonyan hat, ezzel segíthet azokon, akik vérszegénységben küzdenek, azonban a vastabletta fogyasztása sokkal célravezetőbb és egészségesebb. Képes kitágítani a bőrben elhelyezkedő hajszálereket, csökkentve ezáltal a testhőmérsékletet, emellett növelheti az étvágyat. Azonban a rendszeres alkohol fogyasztás irritálja a gyomor falát, amely gyulladások kialakulásához és akár gyomorrákhoz is vezethet.
A már rövid távon fellépő negatív hatások nagyobb mennyiségű alkohol fogyasztás esetén hamar jelentkeznek. A vérbe kerülve az alkohol minden szervünkhöz eljut, így a központi idegrendszerbe is, ahol leginkább kifejti hatását. Sokáig úgy tartották, hogy az alkohol az idegsejt membránjába jutva változtatja meg annak tulajdonságait (mivel képes oldódni az apoláros sejthártyában is). Ma már tudjuk, hogy akkora koncentráció, ami a membrán tulajdonságait megváltoztatná, majdhogynem halálos, tehát ez nem lehet az alkohol elsődleges hatása. Az utóbbi évek kutatásai felismerték, hogy melyek azok az anyagok, amelyekre az alkohol leginkább hatással van az agyban: két neurotranszmitter (azaz ingerületátvitelért felelős anyag), a gamma-aminovajsav (GABA) és a glutamát receptorához kötődve módosítja azoknak érzékenységét. A glutamát az egyik legelterjedtebb serkentő neurotranszmitter az agyban, ennek receptorához kapcsolódva gátolja annak működését. Ezzel szemben a GABA receptorait fokozottan érzékennyé teszi, és mivel a GABA gátló transzmitterként funkcionál, ezáltal gyakorlatilag egy kettős gátlást valósít meg (a serkentőt gátolja, a gátlót serkenti). Ezen gátlás során az idegsejtek közötti kommunikációt és maguknak az idegsejteknek a működését is lassítja, így gyengítve különböző érzékeinket, lassítva és koordinálatlanná téve a mozgásunkat.
Kimutatható, hogy ezen hatások leginkább a kisagyi terület, illetve a hipotalamusz egyes magjainak működését befolyásolják. A kisagynak rendkívül fontos szerepe van a koordinált, finom mozgás kialakításában, így az ittas állapot első tünetei közt jellemző a mozgás ügyetlensége, szervezetlensége, a kézremegés. A hipotalamuszban található az úgynevezett jutalomközpont, amely alkohol hatására dopamint termel. Az agy dopaminháztartásának befolyásolása során az alkohol közvetlen módon hatást gyakorol a közérzetre. A hipotalamusz magcsoportjainak az agresszió féken tartásában is kiemelt szerepük van, így ezen régiók gátlása során agresszívvé válhat az alkoholfogyasztó. A hipotalamusz emlékezet kialakulásáért felelős magcsoportjai különösen sok GABA-receptort tartalmaznak, így ezen régió gátlása nagy mennyiségű alkoholbevitel esetén emlékezetkiesést („filmszakadást”) produkálhat. Nagyobb dózis esetén alapvető funkciók, mint pl. a légzés is koordinálatlanná válhat, szélsőséges esetben akár le is áll. A pontos közvetlen hatást nagyon sok körülmény befolyásolja, ami elsősorban az egyéni szervezet állapotától függ. Ilyen sajátosságok lehetnek a máj állapota, enzimkészlete, de akár egyes esetekben bizonyos érzékenységek, allergének is szerepet játszhatnak, így egyes embereknél már viszonylag kis dózis is komoly és káros folyamatokat indíthat be.
Fontos kiemelni, hogy a nők szervezete érzékenyebb az alkoholbevitelre. Ennek egyik oka, hogy a nők magassága gyakrabban alacsonyabb, kisebb a testtömegük, és a sejtjeik víztartalma is alacsonyabb. A nőknél a véralkohol-koncentráció hamarabb eléri a csúcspontot, viszont lassabban csillapodik, tehát a nők szervezetében a méregtelenítés lassabban zajlik. Ebből adódik, hogy a májukat könnyebb túlterhelni, így folyamatos alkoholfogyasztás esetén az esetükben nagyobb a valószínűsége a cirrózis kialakulásának, mint egy ugyanannyit fogyasztó férfinál. Az alkohollal szembeni toleranciára nagy hatással van az ösztrogén és a progeszteron hormonok vérben levő mennyiségének szintje is, amely a nőknél a menstruációs ciklus során ingadozik, így rájuk az alkohol pszichikai hatásai is fokozottan érvényesülhetnek. Várandós nőknél a vérben található alkohol a magzati keringésbe is átkerül, ezzel súlyosan károsítva a magzat fejlődését, súlyos esetben akár szervi elégtelenségek, vázrendszeri deformitásokat és szellemi visszamaradottságot is okozhatnak az újszülöttben.
Kiemelt rizikócsoportot alkotnak a fiatalkorúak, akik különböző testi és szellemi fejlődési folyamatokon mennek keresztül. Az alkohol hatásai azért kiemelten károsak az ő szervezetükre, mert lassítja ezeket a fejlődési folyamatokat. Idült esetben fokozott koncentrálatlanságot, a teljesítőképesség zuhanását vonhatja maga után.

## Idült hatások
Idült alkoholfogyasztásról akkor beszélünk, ha az adott személy rendszeresen fogyaszt nagyobb mennyiségű alkoholt. Ha hozzászokás is kialakul, alkoholizmusról beszélünk.
A szervezet egy határon belül képes az alkohol jelenlétének megszűnése esetén visszaállítani az egyensúlyt, azonban ha az idegsejtek súlyosan károsodnak, az az idegsejtek számának nagyszámú csökkenéséhez vezet, és mivel ezek nem képesek regenerálódni, a folyamat elbutulással végződik. Az ún. Korszakov-szindróma súlyos alkoholizmus során alakul ki, és a teljes emlékezőképesség elvesztését jelenti, amely a hipotalamusz emlékezet kialakításért felelős régió gátlása miatt alakul ki.
A kutatások rámutattak, hogy a gégerák és a nyelőcsőrák leggyakoribb oka az alkoholfogyasztás, különösen dohányzással kombinálva. Ugyanígy gyakori kiváltó oka a szájüregi ráknak, a gyomorráknak, a májráknak, a vastagbélráknak, az emlőráknak, valamint károsítja a hasnyálmirigyet is, amelyre súlyos fájdalommal kísért gyulladásos elváltozások utalnak. Keringési panaszok is felléphetnek, főleg a szívműködésre van hatással (szívelégtelenség, szívritmuszavar, hipertónia). Az Egészségügyi Világszervezet nemzetközi rákkutatási hivatala (IARC) szerint az alkohol a karcinogének 1. csoportjába tartozik, ami a rákot okozó anyagok csoportja.
Az alkohol ezentúl az alkoholista személy életmódján keresztül is káros hatást gyakorol, mivel a táplálkozás és tisztálkodás gyakori hiánya miatt az immunrendszer fokozatosan legyengülhet, emiatt könnyebben betegedik meg a magát elhanyagoló alkoholista. Gyakran étvágytalanság, táplálkozási zavarok és egyéb gyomorpanaszok miatt nem is képesek tápanyagdús étkezésre. Az alkoholista rövid távon súlyos szociális problémákat generál mind a családjában, mind a közvetett környezetében. Az alkoholizmus súlyos problémát jelent az egészségügy és általában az egész társadalom számára. A tartós alkoholizmus néhány év alatt a személy halálát okozhatja.
Az elvonási tünetek alapvetően sokfélék lehetnek, de általában fokozott idegállapottal, görcsöléssel, remegéssel, vagy akár hallucinációkkal is járhatnak. Ha a leszoktatás nincs felügyelve, szélsőséges esetben még az elvonás is halálba torkollhat.
Alkohol fogyasztása esetén az annak lebontásáért felelős enzimek aktivizálódnak a májban, szükség esetén még termelődhetnek is egészen addig, amíg csak van mit lebontaniuk, azaz amíg alkohol található a szervezetben. Rendszeres fogyasztás esetén fokozott igénybevétel alakul ki, amely az enzimek számának növekedését vonja maga után. Ez látszólag növeli az alkohollal szembeni toleranciát, hiszen a lebontás ezáltal gyorsabbá válik, és egyre nagyobb és nagyobb dózisra van szükség a különböző rövid távú hatások eléréséhez. Valójában azonban ezzel káros folyamatok indulnak be – többek között a májban – a fokozott igénybevételnek köszönhetően. Az alkohol lebontása során gyakori a szabad gyökök és egyéb mérgező köztes termékek kialakulása, amelyeket a máj kénytelen elraktározni, azonban a rendelkezésre álló „raktár” véges, a raktározó funkciót ellátó sejtek pedig nem tudnak további funkciókat ellátni, ezzel az aktív sejtek igénybevétele többszörösen nő. Egy bizonyos határig a máj képes regenerálódni, azonban idült alkoholfogyasztás, alkoholizmus esetén az aktív sejtek számának drasztikus csökkenése miatt kialakulhat a máj megnagyobbodása (zsíros elfajulás), később a májzsugor (cirrózis). A másik lehetőség, amikor a máj az aktív sejtek számának rohamos zuhanásával megpróbálja felvenni a versenyt és gyors regenerálódásba kezd, ekkor a májsejtek gyors gyarapodása rosszindulatú daganatok képződését okozhatja. De még ha nincs is szó ilyen súlyos esetről, a csökkenő számú aktív májlebenykék egyre kevésbé tudják ellátni feladatukat, ezért különböző májelégtelenségi panaszok jelenhetnek meg.
Természetesen nem csak a májra van hatással hosszú távon az alkoholfogyasztás. A központi idegrendszerre gyakorolt hatása miatt könnyen kialakulhat a lelki függőség, amelyet a jutalomközpont fokozott dopamintermelése okoz, ha az adott személy ebben leli egyetlen örömforrását. A fizikai függést a receptorok számának csökkenése okozhatja, amely az alkohol gátló hatásának köszönhetően valósul meg. A receptorok számának megváltozása azonban kibillenti a rendszert az egyensúlyból. A szervezet próbálja visszaállítani a normális állapotot, de a normális működés egy bizonyos határon túl csak az alkohol bevitele útján valósulhat meg.
Rendszeres alkoholfogyasztóknál vitaminhiány alakulhat ki. Ennek oka lehet az egyoldalú, illetve hiányos táplálkozás, továbbá, hogy az alkohol gyorsítja egyes vitaminok lebomlását és kiürülését a szervezetből. Gyakori a tiaminhiány, amit az alkoholfogyasztók 10–100 mg bevételével pótolhatnak (az egészségeseknek ajánlott adag napi 1,5 mg).

## Alkoholizmus
Alkoholizmusról akkor beszélünk, ha az alkohol fogyasztása valamiféle belső fizikai vagy lelki kényszerhatás miatt történik, azaz ha kialakul valamiféle függőség. Mindazon túl, hogy az alkoholizmus fizikailag és pszichikailag is tönkreteszi az embert, a társadalomra nézve is igen káros hatásai lehetnek. Az alkoholista társadalmi beilleszkedésre alkalmatlanná válik, egyetlen vigasza az alkohol marad. Ez a folyamat egy idő után viszont akár öngyilkossághoz is vezethet. Kimutatható, hogy az alkoholisták körében több, mint 5000-szer gyakoribb (kb. 10-20%) az öngyilkosságok száma, mint a teljes lakosság viszonylatában. A munkaidő alatti részegség vagy másnaposság a foglalkoztatás elvesztésével járhat, ez anyagi problémákhoz és a lakóhely elvesztéséhez vezethet. A nem megfelelő időben való ivás, és a csökkent ítélőképesség alatti viselkedés jogi következményekkel járhat, mint amilyen az ittas vezetésért vagy a közrend megzavarásáért indított büntetőeljárások, vagy polgári eljárások a magánjogi vétkes cselekményekért. Az alkoholisták magatartása és a részegség alatti csökkent értelmi képessége alaposan érintheti a környező családot és barátokat, házassági konfliktusokhoz és váláshoz vezethet, illetve hozzájárulhat a családon belüli erőszakhoz. Hosszan tartó kárt okozhat az alkoholisták gyermekeinek érzelmi fejlődésében felnőttkoruk elérése után is. Az alkoholista elveszítheti környezete megbecsülését és tiszteletét, akik a problémát az alkoholista által okozottnak vagy könnyen elkerülhetőnek tarthatják.

## Az alkoholizmus Magyarországon
Az alkoholfogyasztás, illetve ennek következményei Magyarországon is problémát okoznak. Az OECD 2012-es jelentése szerint átlagosan 11,4 liter az egy főre jutó alkoholfogyasztás. A WHO 2019-es adatai alapján évente 11,07 liter tiszta szeszt fogyaszt egy átlagos 15 év feletti magyar ember. Ez jóval meghaladja a világátlagot, ami 5,8 liter. A KSH adatai szerint mind a nyilvántartott alkoholisták száma, mind a becsült alkoholisták száma csökkenő tendenciát mutat a 2000-es évek elejétől kezdve. Ezen statisztika 2017-ben frissült legutóbb, mely évben 15 292 alkoholistát tart nyilván, de tényleges számukat 379 000-re becsüli Magyarországon. Egyes addiktológiai szakemberek (pl. Zacher Gábor, Tóth Miklós) jóval magasabbra becsülték az alkoholisták számát. A WHO még ennél is magasabbra tette ezt a számot, a közölt adatok szerint ugyanis 2016-ban a magyar lakosság 9,4 százaléka volt alkoholfüggő (ez nagyjából 923 000 embert jelentett). Az évente sok ezer különféle rákos megbetegedés mellett több mint 8000 halálesetért az alkohol által kiváltott májcirózis felelős.